# Elecciones seccionales de Ecuador de 1955
Las elecciones seccionales de Ecuador de 1955 se realizaron para elegir los cargos de 18 presidentes de consejos provinciales, 18 consejeros provinciales, 15 alcaldes y 15 concejales municipales para el periodo 1955-1957. 

## Resultados a presidente de Concejo Provincial
| Provincia        | Presidente                    | Partido o alianza |
| ---------------- | ----------------------------- | ----------------- |
| Azuay            | Luis Moscoso Vega             | PCE               |
| Bolívar          |                               |                   |
| Cañar            |                               |                   |
| Carchi           |                               |                   |
| Chimborazo       |                               |                   |
| Cotopaxi         |                               |                   |
| El Oro           |                               |                   |
| Esmeraldas       | Telémaco Cortés Bueno         | PLRE              |
| Guayas           | Augusto Alvarado Olea         | PLRE              |
| Imbabura         |                               |                   |
| Loja             |                               |                   |
| Los Ríos         |                               |                   |
| Manabí           | Emilio Bowen Roggiero         | FNV               |
| Morona Santiago  |                               |                   |
| Napo Pastaza     |                               |                   |
| Pichincha        | Manuel Jijón Caamaño y Flores | PCE               |
| Tungurahua       | José Arcadio Carrasco Miño    | PCE               |
| Zamora Chinchipe |                               |                   |

## Resultados a alcaldías
| Ciudad     | Provincia  | Alcalde elegido              | Partido o alianza |
| ---------- | ---------- | ---------------------------- | ----------------- |
| Cuenca     | Azuay      | Luis Cordero Crespo (Nieto)  | PCE               |
| Guaranda   | Bolívar    | Gabriel Veintimilla Vela     |                   |
| Azogues    | Cañar      | Luis Alberto Ochoa Vásconez  |                   |
| Tulcán     | Carchi     | Ernesto Ruiz Arturo          | PSE               |
| Riobamba   | Chimborazo | Fausto Cordovez Chiriboga    | PCE               |
| Latacunga  | Cotopaxi   | Reinaldo Hidalgo Maldonado   | PCE               |
| Machala    | El Oro     | Carlos Verdaguer Coello      |                   |
| Esmeraldas | Esmeraldas | Tiberio Patiño Trujillo      | PLRE              |
| Guayaquil  | Guayas     | Emilio Estrada Icaza         | FNV               |
| Ibarra     | Imbabura   | Juan Francisco Leoro Vásquez |                   |
| Loja       | Loja       | Alfredo Mora Reyes           | PSE               |
| Babahoyo   | Los Ríos   | Bolívar Barragán Ruiz        |                   |
| Portoviejo | Manabí     | Jorge Polit Ortiz            |                   |
| Quito      | Pichincha  | Carlos Andrade Marín Malo    | PLRE - PSE        |
| Ambato     | Tungurahua | Rodrigo Pachano Lalama       | PSE               |